# Rio Bucovăţ (Caraş)
O Rio Bucovăţ é um rio da Romênia afluente do Rio Caraş, localizado no distrito de Caraş-Severin.